# Bijzondere Bijstandseenheid - Snelle Interventie Eenheid
Bijzondere Bijstandseenheid - Snelle Interventie Eenheid (slovensko Specialna podporna enota - enota za hitro posredovanje; kratica BBE-SIE) je nizozemska specialna protiteroristična enota.

## Zgodovina
Enota je bila ustanovljena 1. septembra 2004, sestavljena pa je iz 30 najbolj usposobljenih specialcev, ki prihajajo iz drugih nizozemskih specialnih enot (Nederlandse Korps Mariniers, policija in vojaška policija), med njimi pa so tudi strokovnjaki za protijedrsko, protibiološko in protikemijsko bojevanje. Prva akcija, v kateri je bila uporabljena BBE-SIE, je bila uničenje teroristične skupine Hofstad, ki je bila med drugim odgovorna tudi za atentat na filmskega producenta Thea Van Gogha. 

## Opremljenost
Po dosedaj znanih podatkih je nova enota oborožena z najsodobnejšim orožjem in sredstvi za boj proti teroristom. Od avtomatskega orožja so tu nepogrešljivi MP5, ameriški M4A1, belgijski FN P90 ter SIG-SG 552. Ostrostrelski arzenal pa obsegajo puške HK PSG1, HKG3, Steyr SSG ter Steyr Tactical Elite. Pripadniki so poleg glavnega orožja oboroženi še s pomožnim orožjem in sicer s pištolami SIG P-226, Glock 17 ter Browning HP.
Enota je, seveda, opremljena z raznovrstno opremo za opazovanje, od taktičnih daljnogledov, do opreme za nočno opazovanje ter raznimi infrardečimi nadzornimi in namerilnimi sistemi.